# ビジコン
ビジコン株式会社（英: Busicom Corp.）は、東京都台東区に本社を置いていたコンピュータ関連製品を製造・販売する日本の企業。

## 概要
以下は、電卓博物館の「ビジコン社の歴史」などによる。

### 沿革
- 1918年（大正7年）4月22日 - 創業者の小島和三郎が中華民国奉天で昌和洋行（後の「昌和商店」）を創業。
- 1942年（昭和17年）4月 - 富士星計算器製作所を設立。
- 1944年（昭和19年）8月8日 設立[1]。
- 1945年（昭和20年）4月22日 - 富士星計算器製作所が日本計算器株式会社（英: Nippon Calucrating Machine Corporation、略称：NCM）に改組・改称[3]。
- 1957年（昭和32年）4月22日 - 昌和商店から計算機販売部門を分離し、日本計算器販売株式会社（英: Nippon Calculating Machine Sales Corporation）を設立[3]。
- 1966年（昭和41年）
  - 7月 - 電子式卓上計算機の新製品、ビジコン161を発売、256ビットコアメモリを採用。
  - 11月 - 電子式卓上計算機の新製品、オールIC製のビジコン141、ビジコン162を発売。およびアメリカ合衆国ワイル社との技術提携によりビジコン202を発売。
- 1968年（昭和43年）
  - 3月 - 日本計算器、日本計算器販売、三菱電機の共同出資により電子技研工業が設立。
  - 7月 - アメリカ合衆国のNCR社デイトン本社と業務提携し、ビジコン製電子式計算機を世界市場にOEMで併行販売する。
  - 12月 - アメリカ合衆国内の販売網確立のため、現地法人のビジコンU.S.A.を設立する。
- 1969年（昭和44年）4月 - アメリカ合衆国のインテルとマイクロコンピュータに関するProvisional Agreement（仮契約）を締結する。
- 1970年（昭和45年）
  - 2月 - インテルと世界初のマイクロコンピュータの協同開発と独占使用契約を結ぶ。
  - 6月 - アメリカ合衆国のMostekと計算機用ワンチップLSIの協同開発に関するLetter of Intent（意向表明書）を交わす。
  - 9月29日 - インクジェットプリンターの技術発表会を開催[4]。
  - 10月1日 - 日本計算器販売株式会社からビジコン株式会社に商号変更[4]。
  - 11月 - 世界初の計算機用ワンチップLSIをアメリカ合衆国のMostekと協同開発して試作完了。
- 1971年（昭和46年）
  - 1月 - 上記ワンチップLSIを使した世界初・世界最小の12桁ポケット電卓・ビジコンLE-120Aおよび世界初のポケット型液晶電卓・ビジコンLC-120をニューヨークと東京で同時発表。
  - 3月 - ビジコンと電子技研工業が合併[5][注釈 1]。
  - 10月 - インテルと世界初のマイクロコンピュータ“MCS-4”（Intel 4004）を協同開発し、上記チップを使用したビジコン141-PFを発売。
  - 12月 - TI製TMS0105搭載のビジコン80-DA、コードレスタイプ（乾電池駆動）でMostek MK6010搭載のビジコンエグゼック120-DCを発売。
- 1972年（昭和47年）
  - 2月 - ビジコンハンディLE-120Aの姉妹機種を“てのひらこんぴゅーたー”ビジコンハンディLE-120Sとして発売。
  - 5月 - タバコサイズのビジコンハンディLA-80Aを発売。世界初のオーナメントタイプ計算機ビジコンデコールLE-120T（通称：はんさむこんぴゅうたぁ）を三越デパートに供給発売。
  - 8月 - アメリカ合衆国NCR社とサーマルプリンターの計算機に関する特許に関して独占契約を締結。
- 1974年（昭和49年）
  - 2月27日 - 生産会社の日本計算器が大阪地裁民事部に会社更生法の適用を申請[6]。
  - 2月28日 - 大阪地裁民事部が日本計算器に対する債権保全命令を出す。ビジコンが2回目の手形不渡りを出して倒産[6]。
  - 6月3日 - 日本計算器の会社更生手続を開始[7]。
- 1975年（昭和50年）
  - 4月24日 - ビジコンに対する和議開始決定[8]。
  - 9月10日 - ビジコンに対して和議を認可[9]。
- 1978年（昭和53年）
  - 3月28日 - 日本計算器の更生計画認可[10]。
  - 4月12日 - 日本計算器の更生計画認可決定確定により解散[11]。
- 1987年（昭和62年）
  - 5月 - パソコン通信の普及に着目し、ベルコーポレーション製インテリジェント通信制御ボード「Multi Server CHANNEL-4/N」を発売開始。
  - 10月 - 多重回線用BBS（パソコン通信）ホストシステム「BIG-Model」を発売開始。「Multi Server CHANNEL-2/N」を販売開始。
- 1989年（平成元年）
  - 5月 - 集合モデム「OMNI-VERSA2400A」の4チャンネルおよび8チャンネルタイプを開発、発売。
  - 10月 - IBM製パーソナルコンピュータPC/AT、およびPC/AT互換機、AX対応BBSホストシステム「Big-Model Profor IBM PC AT/AX」および通信制御ボード「Multi Server CHANNEL-I」の発売開始。
- 1990年（平成2年）10月 - 東芝と同社製産業用コンピュータ G200シリーズ対応多重回線高速通信制御ボード「MCH8」および同ボード用リアルタイムUNIX「RTUX/386対応デバイスドライバ」の開発契約締結。
- 1991年（平成3年）
  - 2月 - ソニーと同社製パーソナルコンピュータ（AXパソコン）Quarter L対応の「BIG-Model Pro」にFAX配線機能を附加したBBSホストシステムの開発契約締結。
  - 3月 - 東芝製産業用コンピュータ G200シリーズ対応多重回線高速通信制御ボード「MCH8」および「RTUX/386デバイスドライバ」の出荷開始。
  - 4月 - PC用ローカルエリアネットワーク関連製品（ソフトおよびハード）の市場調査開始。
- 1992年（平成4年）3月 - 過去に蓄積したマイクロプロセッサのノウハウを活用して高集積度半導体デバイス関連製品およびその応用製品の研究開発に着手。
- 1995年（平成7年）
  - 3月 - 電力線搬送モデム、BPLM（ビジコンパワーラインモデム）のワーキングサンプル20台完成。
  - 12月 - BPLM100B生産開始。
- 1999年（平成11年）12月 - BPLM100Bの新モデル発売開始。
- 2012年（平成24年）3月6日 - ビジコン141-PFが2011年度（平成23年度）の情報処理技術遺産に認定される[12]。

## 歴史

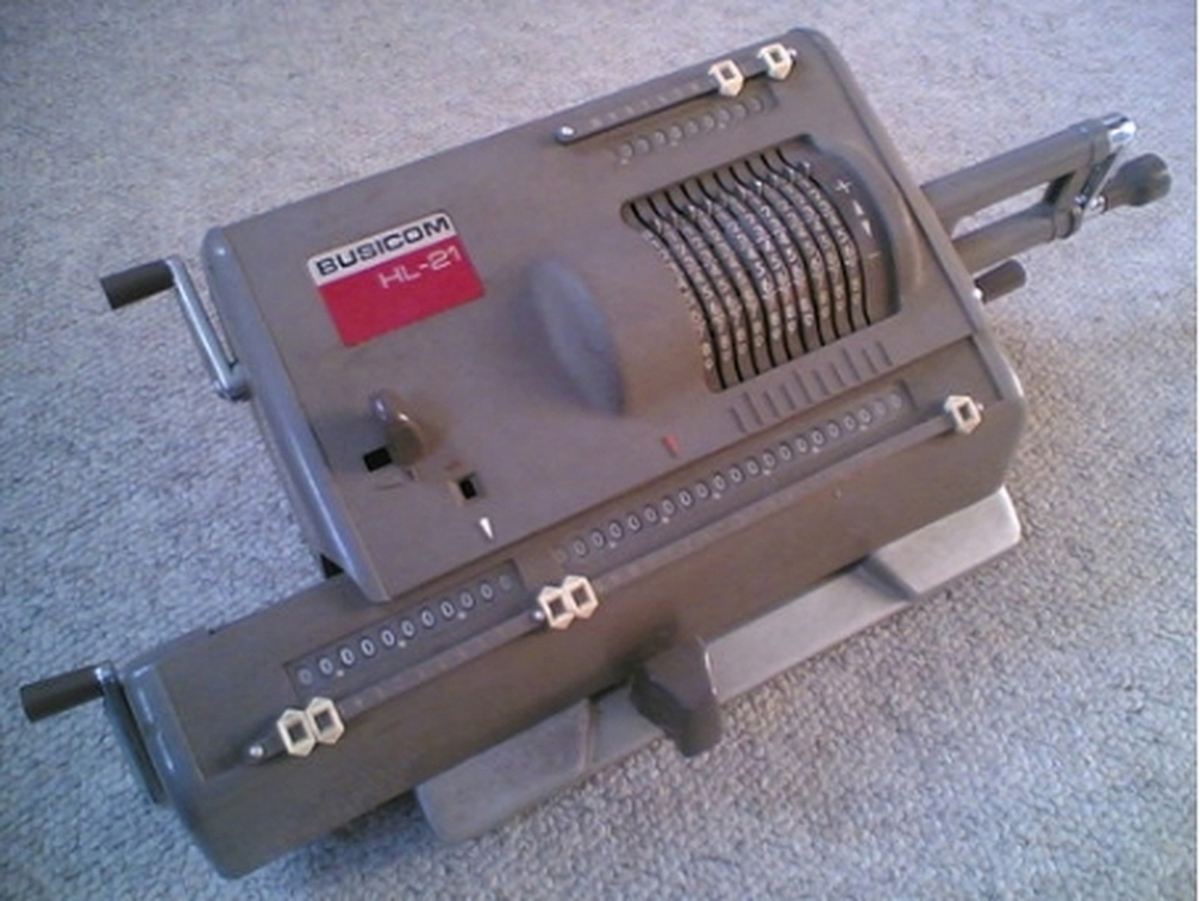
ビジコン HL-21

元々は1918年（大正7年）に中華民国（旧満洲）奉天市に設立された「昌和洋行」という貿易商社が母体であり、1944年（昭和19年）に昌和洋行の子会社として、主に手回し計算機（機械式計算機）の製造販売を手がける会社として設立。当時の社名は「日本計算器株式会社」だった。その後、昌和商店から計算機販売部門を分離して「日本計算器販売株式会社」を設立。手回し計算機の他、三菱電機製のコンピュータの販売代理業務などを手がけていた。
1960年代に世界初の電卓と呼ばれる「アニタ・マーク8」の日本への輸入を手がけた。これを機に電卓業界と関わりを持つようになった。
1966年（昭和41年）には磁気コアメモリを採用した「ビジコン161」で電卓市場に参入。298,000円という、当時の電卓としては破格の低価格かつ高性能を有し、また、発表時には当時としては異例の比較広告を新聞紙上（日本経済新聞）で展開するなど話題を呼んだ。しかし、発表直前に事務機工業会〔ママ〕の会長が来訪しての発表中止要請、「通産省の課長」からの電話による発表中止要請を受けるなどの圧力を受けた。さらに、シェアが15%を超え、伸びようというところで、三菱電機から供給を受けていたダイオードの供給増加をストップされて増産ができなくなる憂き目にも遭っている。また、ビジネス通信社が当時発行していた『週刊ビジネスマシーンニュース』で、ビジコン161の特集号を出そうとしたところ、広告がひとコマも集まらず実現しなかったという。
1970年（昭和45年）10月1日に社名を現在の「ビジコン株式会社」に変更する。

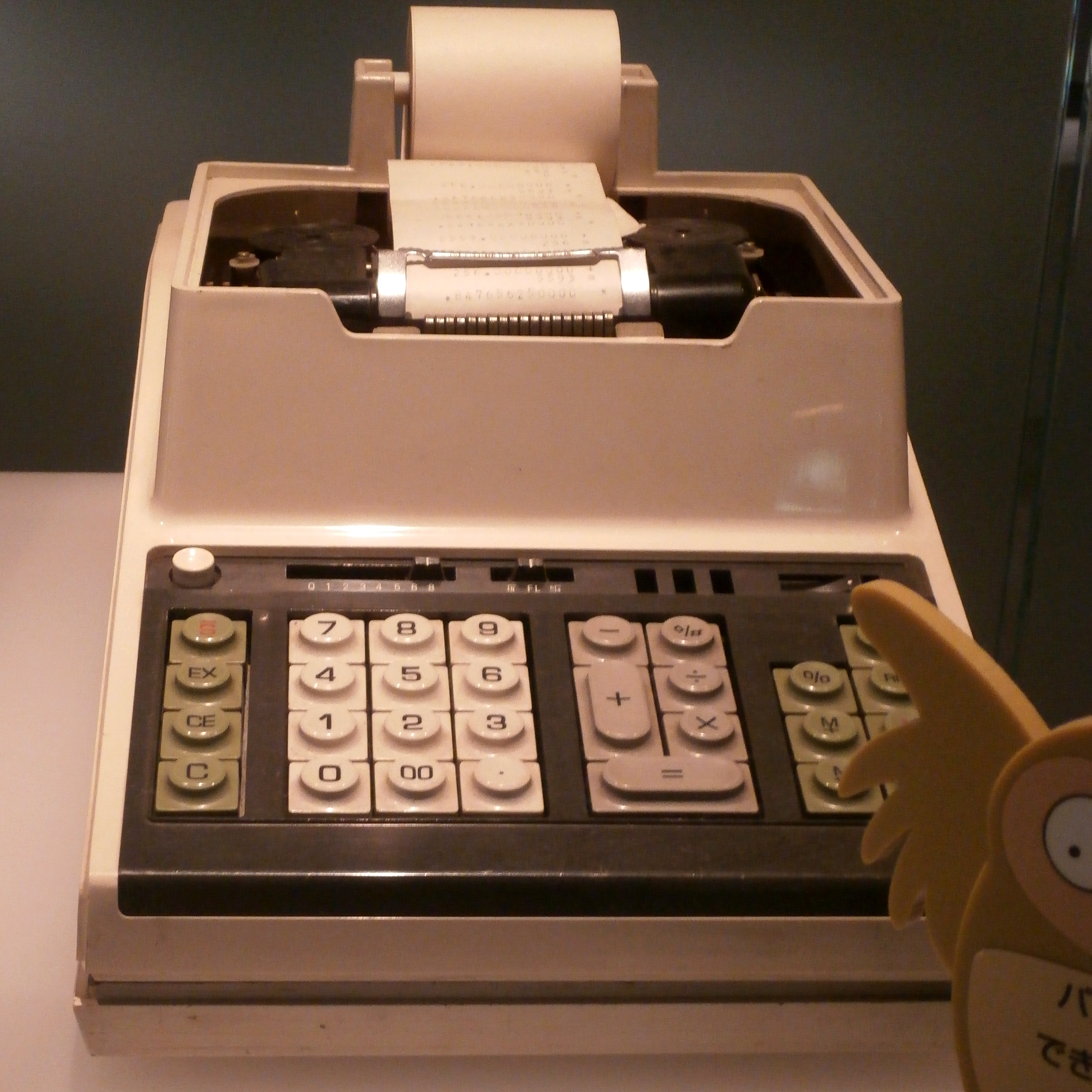
ビジコン141-PF。国立科学博物館の展示。

1971年（昭和46年）には日本初のポケットサイズの電卓「LE-120A」（通称「てのひらこんぴゅうたぁ」）を発売した。また同年には、ストアード・プログラミング方式（プログラム内蔵方式）電卓「141-PF」の開発過程でインテルと共に世界初の1チップマイクロプロセッサであるIntel 4004を開発している。この際にも、インテルへのドル支払いをめぐって通産省や大蔵省の許可がなかなか下りず、特に通産省からは「中小企業の1つや2つ倒産しても、我々は何とも思いません」と言い放たれるなど、何かと障害が多かった。
その後、電卓市場の競争激化に加え、石油ショック後の円安による為替差損、三菱電機のコンピュータ市場からの撤退のあおりを受けたことなどが重なり、1974年（昭和49年）2月28日に同社は倒産。会社再建後は事務所を東京都港区南青山に移転し、デジタルクォーツ時計を内蔵した世界初のボールペン「ペンウォッチ」の販売を行っていたほか、台東区台東に移転した後は、ソーラー電卓付定規「ソーラーポケットルーラー」やポケットアラームウォッチ、おしゃべりクロックなどの事務用品や時計類を取り扱っていた。台東区浅草橋に移転した後は、主にコンピュータ部品の製造販売のほか、電力線搬送通信（PLC）用のモデムの販売なども手がけていた。
Intel 4004を初めて搭載した「141-PF」が2011年度（平成23年度）の情報処理技術遺産に認定されている。